# Борець східний
Борець східний (Aconitum orientale) — багаторічна трав'яниста рослина, вид роду Тоя (Aconitum) родини Жовтецеві (Ranunculaceae).

## Поширення та екологія
Ареал виду охоплює Туреччину, Азербайджан та Північний Кавказ.
Виростає по сирих галявинах у гірсько-лісовому та субальпійському поясі.

## Ботанічний опис
Стебло висотою до 2 м, пряме, міцне, злегка ребристе, голе, в нижній частині товщиною до 8 мм.
Прикореневе листя довжиною до 10-15 см, шириною до 20 см, пальчасто п'яти-семироздільні, з широкими клиноподібними частками, з яких кожна ділиться на 3 часточки, на довгих (до 20 см) черешках. Стеблове листя формою нагадують прикореневі.
Суцвіття — щільна, багатоквіткова верхівкова кисть, у нижній частині гілляста. Квітки білі, жовті, рідше блідо-фіолетові, на коротких, зігнутих квітконіжках з двома приквітничками. Шолом вузький, конічно-циліндричний, висотою 15-26 мм, шириною у верхній частині 2-3 мм, у середній — 4-5 мм і 10-14 мм на рівні видатного вперед носика. Бічні частки оцвітини округло-трикутні, довжиною 6-10 мм, шириною 7-10 мм; нижні частки оцвітини нерівні, довжиною 6-10 мм, шириною, відповідно, 2-3 і 4-5 мм. Нектарник з дуже тонким, майже кільцеподібно загнутим шпорцем та невеликою виїмчастою губою; тичинки голі, із середини раптом розширені або з зубцем з кожного боку; зав'язали числа трьох, голі, рідше опушені.
Плоди чорні.

## Значення та застосування
Худобою не поїдається. Суцвіття та плоди у невеликих кількостях поїдаються козами. При підкошуванні не відростає чи відростає погано. На випас, особливо на сирих місцях, реагує негативно.
Коріння використовували для отруєння щурів та мишей.

## Таксономія
Вид Борець східний входить до роду Борець (Aconitum) трибі Delphinieae сімейства Жовтецеві (Ranunculaceae) порядку Жовтецевоцвіті (Ranunculales).